# 2013 au Luxembourg
Chronologie du Luxembourg
- 2009
- 2010
- 2011
- 2012
- 2013
- 2014
- 2015
- 2016
- 2017

Événements de l'année 2013 au Luxembourg.

## Évènements

### Mai
- 27 mai – 1er : XVe Jeux des petits États d'Europe.

### Juin
- 12 – 16 juin : 73e Tour de Luxembourg remporté par Paul Martens.
- 23 juin : Fête nationale.

### Juillet
- 1er juillet au 23 juillet : 104e Tour de France remporté par Christopher Froome.

### Octobre
- 14 – 20 octobre : tournoi de tennis de Luxembourg.
- 20 octobre : élections législatives, remportées par le Parti populaire chrétien-social.

### Décembre
- 4 décembre : Xavier Bettel est nommé Premier ministre, il succède à Jean-Claude Juncker.

## Décès
- 12 janvier : Jean Krier, poète.
- 11 mars : Raymond Kirsch (lb), homme politique.
- 11 septembre : Nic Weber, journaliste.
- 21 octobre : Aldo Bolzan, coureur cycliste.